# Ignacio Mieres

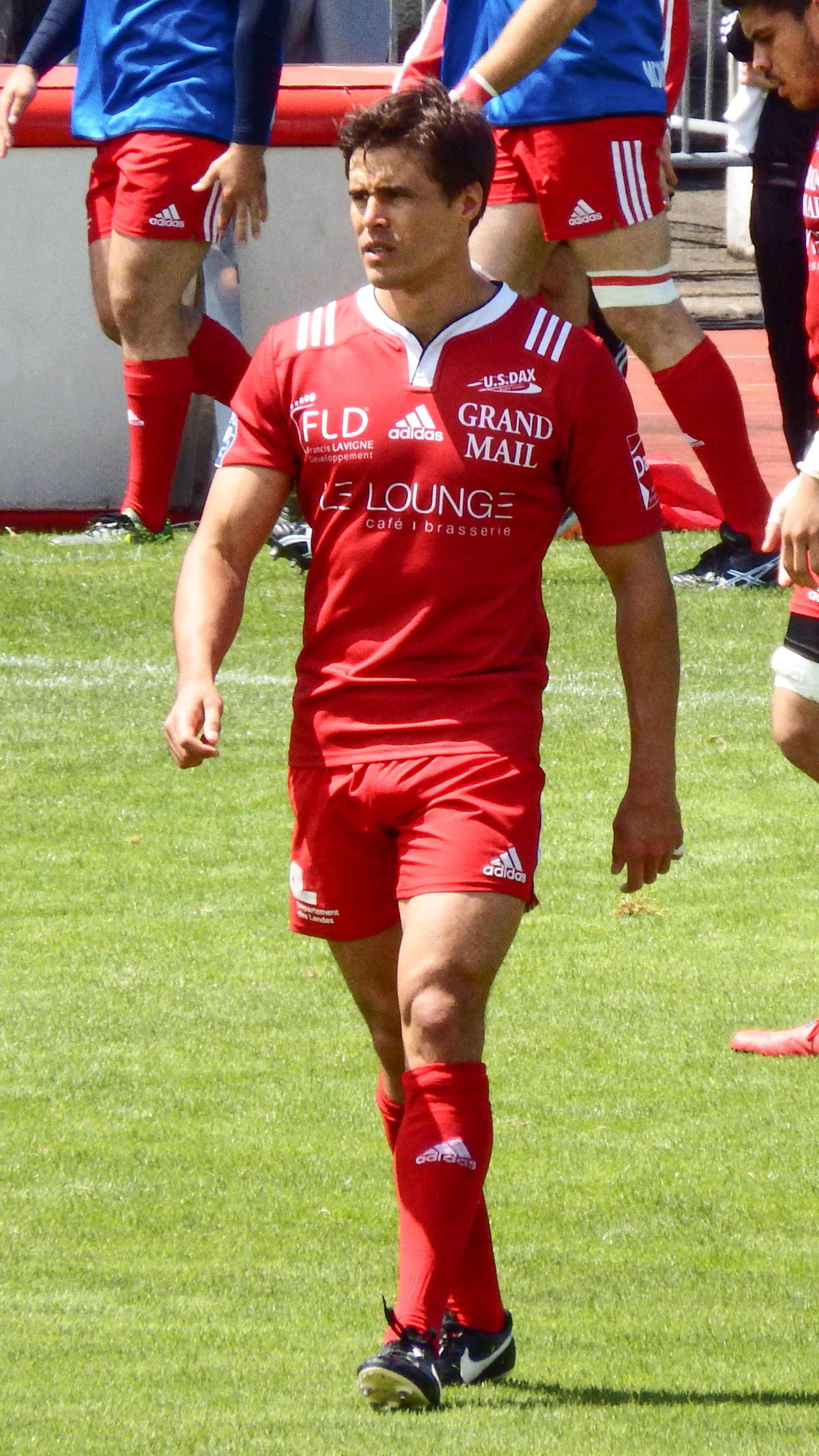
Ignacio Mieres

Ignacio Mieres (nacido el 6 de abril de 1987 en Buenos Aires) es un jugador argentino de Rugby profesional que reside en Francia y juega en la posición de apertura. Su último club fue Sport Union Agenais en top14 en el año 2018. Actualmente continúa jugando en Francia profesionalmente.
Ignacio empezó a jugar al rugby a la edad de 6 años en Deportiva Francesa, un club situado en Pilar (Buenos Aires, Argentina). Hizo su debut en la primera de Deportiva Francesa a la edad de 19 años y en su segunda temporada en el plantel superior colaboró en el ascenso del club, después de 28 años arduos para el club jugando en segunda división.
Formó parte del seleccionado de Buenos Aires de menores de 18 y 20 años y de los Pumitas M19 y M21.
Tras el ascenso de Deportiva Francesa, tuvo su primera convocatoria al seleccionado de los Pumas, jugando 80 minutos y ganando contra Chile en San Juan. Fue allí cuando su entrenador,  Les Cusworth, tras quedar impresionado con sus virtudes decide llevarlo a Europa por primera vez y firma contrato con Leicester Tigers (Inglaterra)
Mieres, con tan solo 20 años, llegó a Leicester (Inglaterra) en marzo del 2008 donde jugó sevens y entrenó con el equipo durante su estadía. A fin de temporada, con el despido de Loffreda, Mieres decidió seguir su camino en Francia, en el club Stade Francais. (Top 14)
En el club parisino Mieres al no tener ciudadanía europea no puede jugar, ya que el club contaba con Roncero y Gasnier como extranjeros. Tras meses de inactividad, Mieres pasó a Perpiñán como joker medical en lugar de la estrella Dan Carter. Allí paso 4 meses, para luego dar revancha y regresar a París, donde jugó 10 partidos como titular entre Top 14 y Heineken Cup. A fin de temporada, tras problemas financieros, el club parisino dejó ir a Mieres, quien volvió a Buenos Aires a jugar con los Pampas.
Dos meses más tarde, Mieres fue contratado por Exeter Chiefs, y tras llegar como tercer apertura, trabajó su lugar hasta terminar jugando de titular los últimos dos partidos de la temporada 2010/2011 y anotando 25 puntos. 
En la temporada 2011/2012 Mieres empezó y terminó el año como primera opción para los Chiefs, anotando más de 270 puntos entre Premiership y Amlin Challenge Cup. Habiendo clasificado para la Heineken Cup y tras haber sido elegido mejor jugador de la temporada 2011/2012, Mieres firmó un contrato de 2 años con Exeter Chiefs.
Luego de su paso por Exeter Chiefs, Ignacio firma contrato con Worcester Warriors